# Castellamonte
Castellamonte é uma comuna italiana da região do Piemonte, província de Turim, com cerca de 8.999 habitantes. Estende-se por uma área de 38 km², tendo uma densidade populacional de 237 hab/km². Faz fronteira com Trausella, Meugliano, Rueglio, Cintano, Issiglio, Colleretto Castelnuovo, Lugnacco, Borgiallo, Castelnuovo Nigra, Vidracco, Parella, Quagliuzzo, Cuorgnè, Baldissero Canavese, San Martino Canavese, Torre Canavese, Bairo, Valperga, Salassa, Ozegna, Rivarolo Canavese.

## Demografia
| Variação demográfica do município entre 1861 e 2011                               |
|                                                                                   |
| Fonte: Istituto Nazionale di Statistica (ISTAT) - Elaboração gráfica da Wikipedia |